# 부평초등학교 신월분교
부평초등학교 신월분교는 대한민국 강원특별자치도 인제군에 있었던 공립 초등학교이다.

## 학교 연혁
- 1955.04.12 부평국민학교 신월분교장 설립 인가
- 1955.11.10 1학급 편성 신월 519번지에서 개교
- 1956.03.29 신월국민학교로 승격
- 1967.02.26 대흥분실 설립, 4월 17일 개교
- 1972.11.29 소양댐 수몰로 신월리 244번지에 교사 이전 개축
- 1972.11.30 소양댐 수몰로 현 위치에 교사 이전
- 1979.11.29 교문 진입로 포장
- 1982.03.01 부평동 국민학교 신월분교장으로 편입
- 1995.11.20 급식 조리실 1동 개축
- 1998.03.01 부평초등학교 신월분교장으로 편입
- 2008.09.01 제20대 최성용 교장 부임
- 2010.07.25 운동장 배수로 공사 완료
- 2010.09.12 집수 물탱크 교체(원인: 수해)
- 2011.02.11 제61회 졸업식(1명 졸업)
- 2012.09.01 제21대 정재란 교장 부임
- 2013.02.14 제63회 졸업식(1명 졸업)
- 2013.03.04 1학년 신입생 1명 입학
- 2014.02.12 제64회 졸업식(3명 졸업)
- 2014.03.03 신입생 입학식(3명 입학)
- 2014.03.03 제22대 오일주 교장 부임[1]
- 2019.02.28 폐교